# تأويل مختلف الحديث
تأويل مختلف الحديث هو كتاب من تأليف ابن قتيبة (828 - 885 م/213 - 276 هـ)، وهو عالم إسلامي مشهور من العصر الذهبي للإسلام، يدافع فيه ويصالح الأحاديث التي رفضها المعتزلة والقرآنيون باعتبارها متناقضة أو غير عقلانية.
تم الاستشهاد بالكتاب من قبل المؤلف المسيحي بولس بن رجاء في كتابه الوادي بالحلق حوالي عام 1010 لإبراز تناقضات الأحاديث. ترجمه وحرره جيرارد ليكومت تحت عنوان Le traité des divergences du hadit d'Ibn Qutayba (بالعربية: سمة الاختلافات في حديث ابن قتيبة).
- المقدمات
  - مقدمة الطبعة الثانية
  - مقدمة المحقق للطبعة الأولى
  - أسباب الإختلاف في اعتبار "السنة" المصدر التشريعي الثاني
  - هذا الكتاب
  - ابن قتيبة
  - صور المخطوطة
  - مقدمة ابن قتيبة
- الرد على مطاعن المناهضين
  - الرد على أصحاب الكلام
  - الرد على أصحاب الرأي
  - ذكر أصحاب الحديث
  - ذكر الأحاديث التي ادعوا عليها التناقض
  - قالوا: أحكام قد أجمع عليها، يبطلها القرآن، ويحتج بها الخوارج